# Związek Powrotu do Ojczyzny
Związek Powrotu do Ojczyzny (ros. Союз возвращения на родину) – rosyjska organizacja emigracyjna w Bułgarii w I poł. lat 20. XX wieku.
Związek powstał w Sofii pod koniec kwietnia 1922 r. Inicjatorem jego utworzenia były faktycznie radzieckie służby specjalne. Celem organizacji było zorganizowanie repatriacji do ZSRR białych emigrantów rosyjskich i kozackich, którzy trafili do Bułgarii po ewakuacji z Krymu wojsk gen. Piotra N. Wrangla. Było to związane z wydaniem przez Wszechrosyjski Centralny Komitet Wykonawczy dekretu z 3 listopada 1921 r. umożliwiającego powrót byłych wojskowych z różnych krajów Europy do Rosji. Zostali oni także objęci amnestią. Organem prasowym Związku było pismo „Na Rodinu” (przemianowane na „Nowaja Rossija” po połączeniu z pismem „Wiestnik ziemledielca”). Działalność organizacji była wspierana przez Bułgarską Partię Komunistyczną. Filie Związku powstały w różnych miejscowościach Bułgarii. Ogółem utworzono 65 grup Związku, w skład których wchodziło ok. 8,5 tys. osób. Pod koniec października 1922 r. do Bułgarii przybyła misja Radzieckiego Czerwonego Krzyża na czele z I.S. Korieszkowem, nawiązując ścisły kontakt ze Związkiem. W tym czasie z Warny wyjechała pierwsza grupa 472 repatriantów. Wśród nich byli m.in. gen. Jakow A. Słaszczow, gen. Aleksandr A. Sekrietiow i gen. Jurij K. Grawicki. Odbyło się to bardzo uroczyście z przemarszem przez miasto pod czerwonymi sztandarami i ze śpiewem „Międzynarodówki”. Szczególnie duży rezonans wywołało ogłoszenie odezwy „Do wojsk białych armii”, podpisanej przez kilku generałów i innych wysokich wojskowych. Wkrótce w gazecie „Nowaja Rossija” opublikowano pismo z podpisami 62 oficerów, wzywające do powrotu do ojczyzny. Agitację wśród Kozaków prowadził głównie Wszechkozacki Związek Agrarny. Do wiosny 1923 r. do ZSRR odprawiono cztery grupy repatriantów. Ogółem z Bułgarii powróciło 11-14 tys. rosyjskich i kozackich emigrantów. Akcję przerwał zamach stanu przeprowadzony na pocz. czerwca tego roku przez bułgarskie prawicowe siły polityczne. W rezultacie Wszechkozacki Związek Agrarny został zdelegalizowany, zaś działalność Związku Powrotu do Ojczyzny zabroniona. Wielu jego działaczy zostało represjonowanych, zaś w Plewenie zabito członka misji Radzieckiego Czerwonego Krzyża M.W. Szełapugina.